# シアトル日本庭園

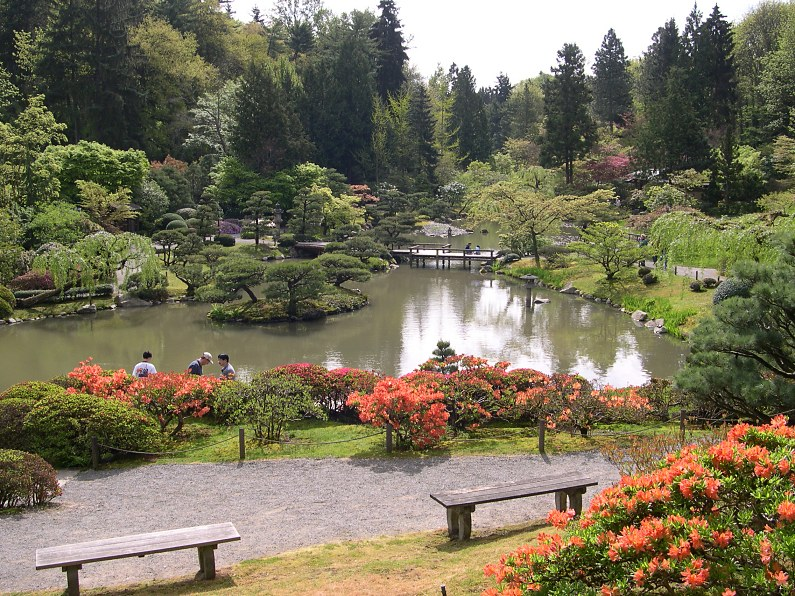
シアトル日本庭園

シアトル日本庭園（The Seattle Japanese Garden）は、アメリカ合衆国ワシントン州シアトル市のワシントンパーク植物園 (Washington Park Arboretum) 内にある日本庭園。面積は3.5エーカー（14,000 m²）。ワシントンパーク植物園はワシントン大学が中心となって運営しており、「ワシントン大学日本庭園」として紹介されることもある。

## 沿革
1937年、ワシントンパーク植物園（樹木園）に日本庭園を造営する決定が行われた。しかし、その実現には第二次世界大戦の終結後、人種的・政治的な緊張が和らぐのを待たねばならなかった。1957年から植物園財団によって資金集めがはじめられた。植物園財団は東京都公園緑地部長の森脇竜雄に助言を求め、井下清と飯田十基が設計者として選ばれた。
1959年、井下と飯田が設計者となり、日本庭園の計画を完成させた。飯田十基と北村信正の監督のもと、公園の実際の造営は、ほとんどが地元の日系アメリカ人によって行われた。飯田は計画実施のための主任請負人（prime contractor）にウィリアム・ヨロズ（William Yorozu）、庭石のセッティングにリチャード・ヤマサキ（Richard Yamasaki）、建築物にケイ・イシミツ（Kei Ishimitsu）をそれぞれ選任した。庭園建設は翌1960年に開始され、同年中に完成した。シアトル日本庭園は、西海岸の日本庭園の中では第二次世界大戦後のもっとも早い時期につくられたもので、その後のアメリカにおける日本庭園建設に影響を及ぼした。
公園内にある茶室は1959年に東京都が寄贈したが、1973年に放火によって焼失した。その後1980年から1981年にかけて、ヤスノリ・フレッド・スギタ（Yasunori "Fred" Sugita）によって再建された。
2001年から2002年にかけて、コウイチ・コバヤシ（Koichi Kobayashi）の監督により改修が行われている。
2008年3月にはリチャード・ヤマサキ（1921年 - 2008年2月18日）の追悼式が行われた。ワシントン州メディナで生まれたヤマサキはこの庭園の作庭に関わり、1988年まで顧問を務めた。
2020年12月1日、令和2年度外務大臣表彰を受賞。

## 運営
日本庭園はワシントンパークの西南角にある。ワシントンパークの土地はシアトル市の所有であるが、植物園の運営はシアトル市公園局 (Seattle Parks and Recreation) 、ワシントン大学および非営利法人である植物園財団（Arboretum Foundation）によって運営されており、中心的な役割はワシントン大学が担っている。
日本庭園は冬季の数か月間は閉鎖される。そのほかの時期には朝から日没まで一般公開されているが、時間は季節によって異なる。

## ギャラリー

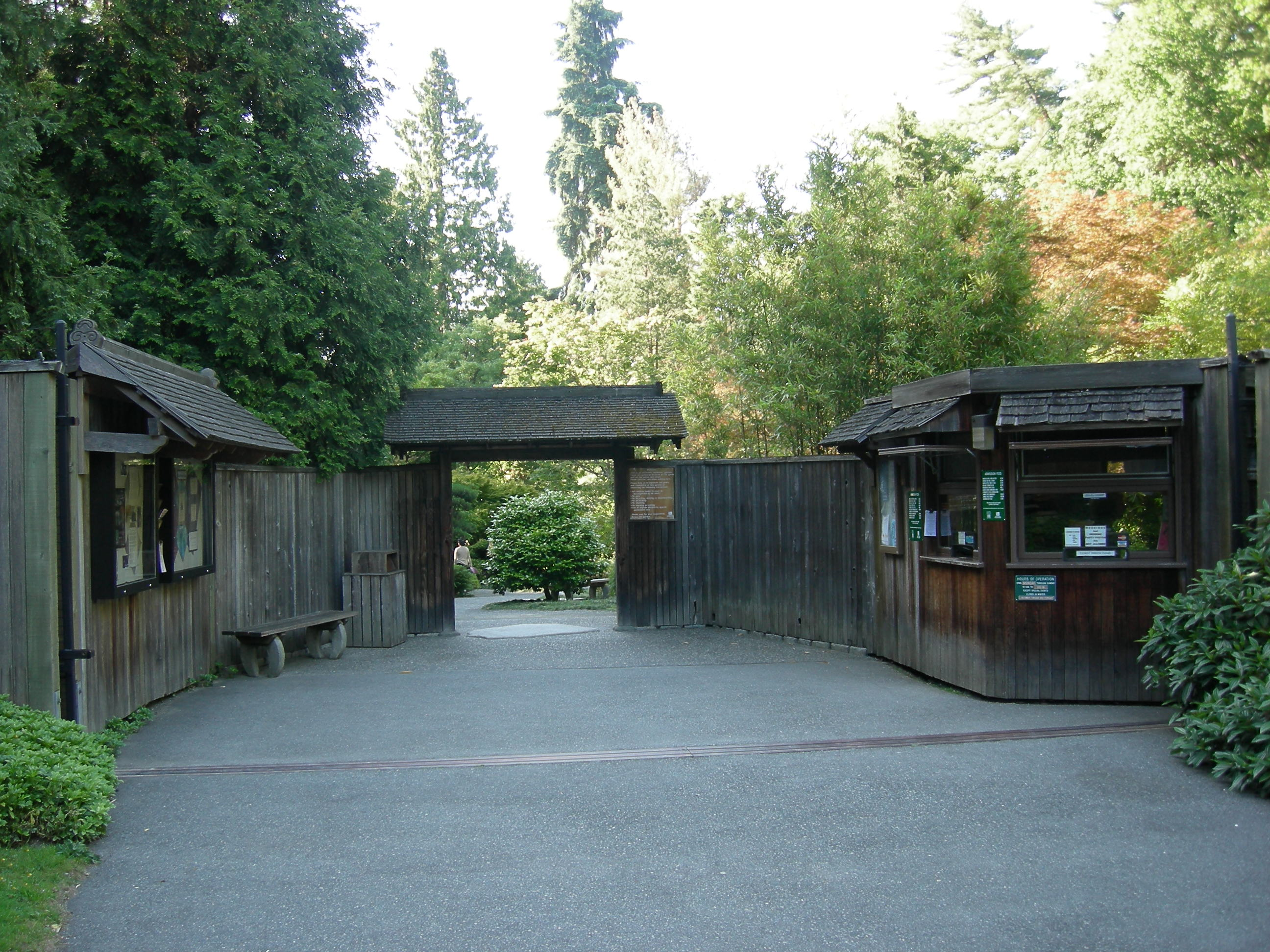
日本庭園入口
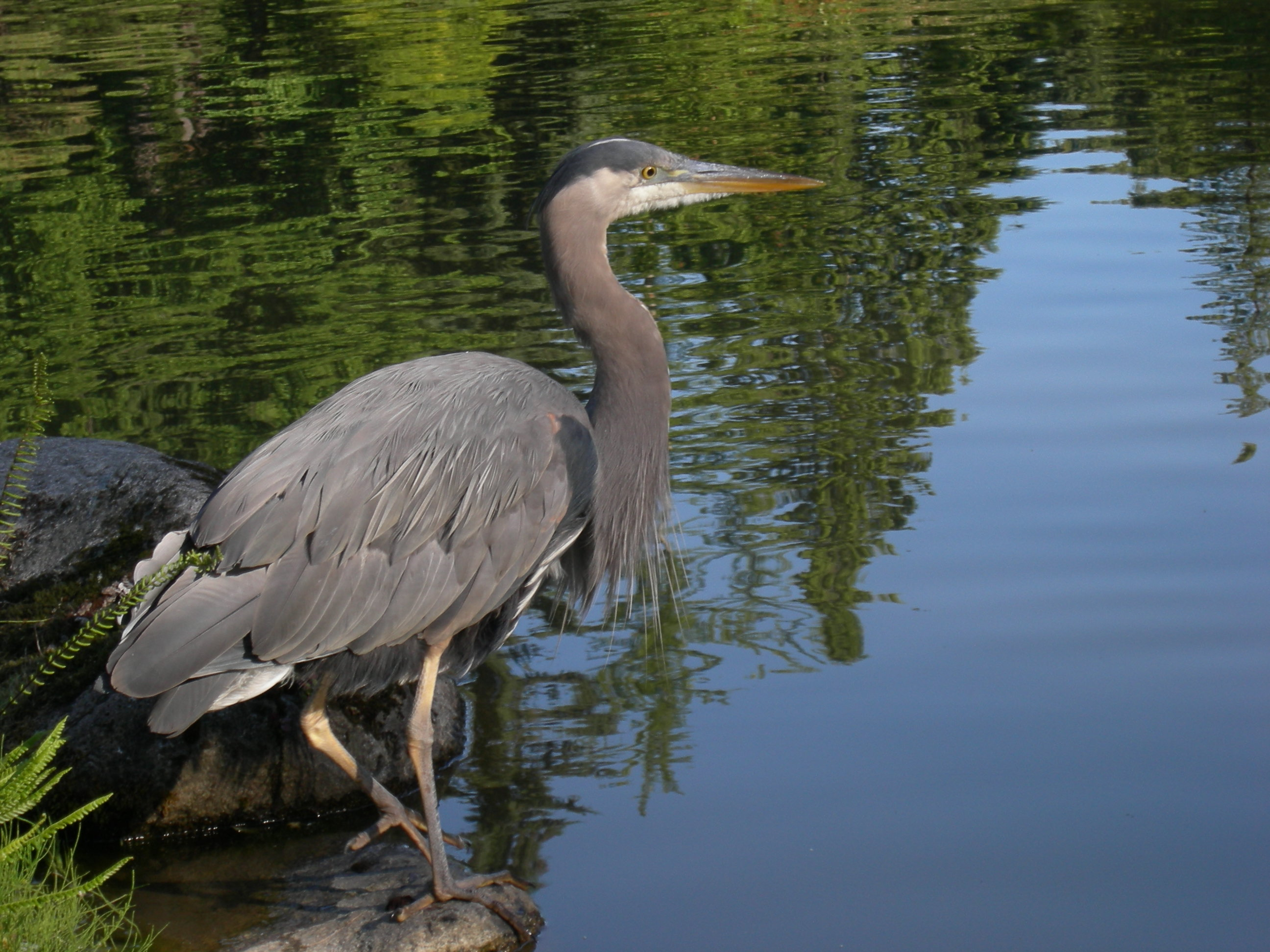
園内のオオアオサギ
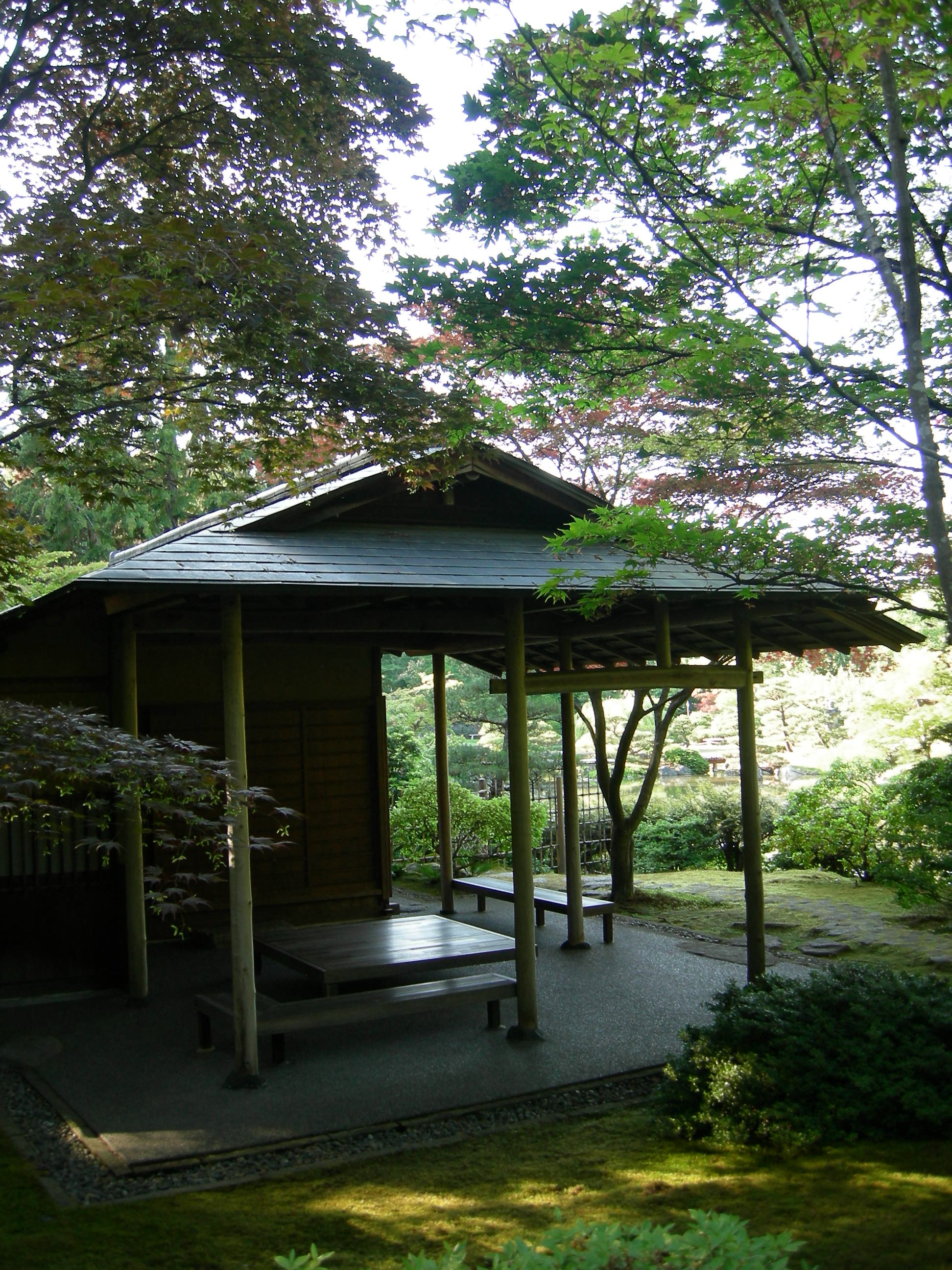
茶室（ティーハウス）
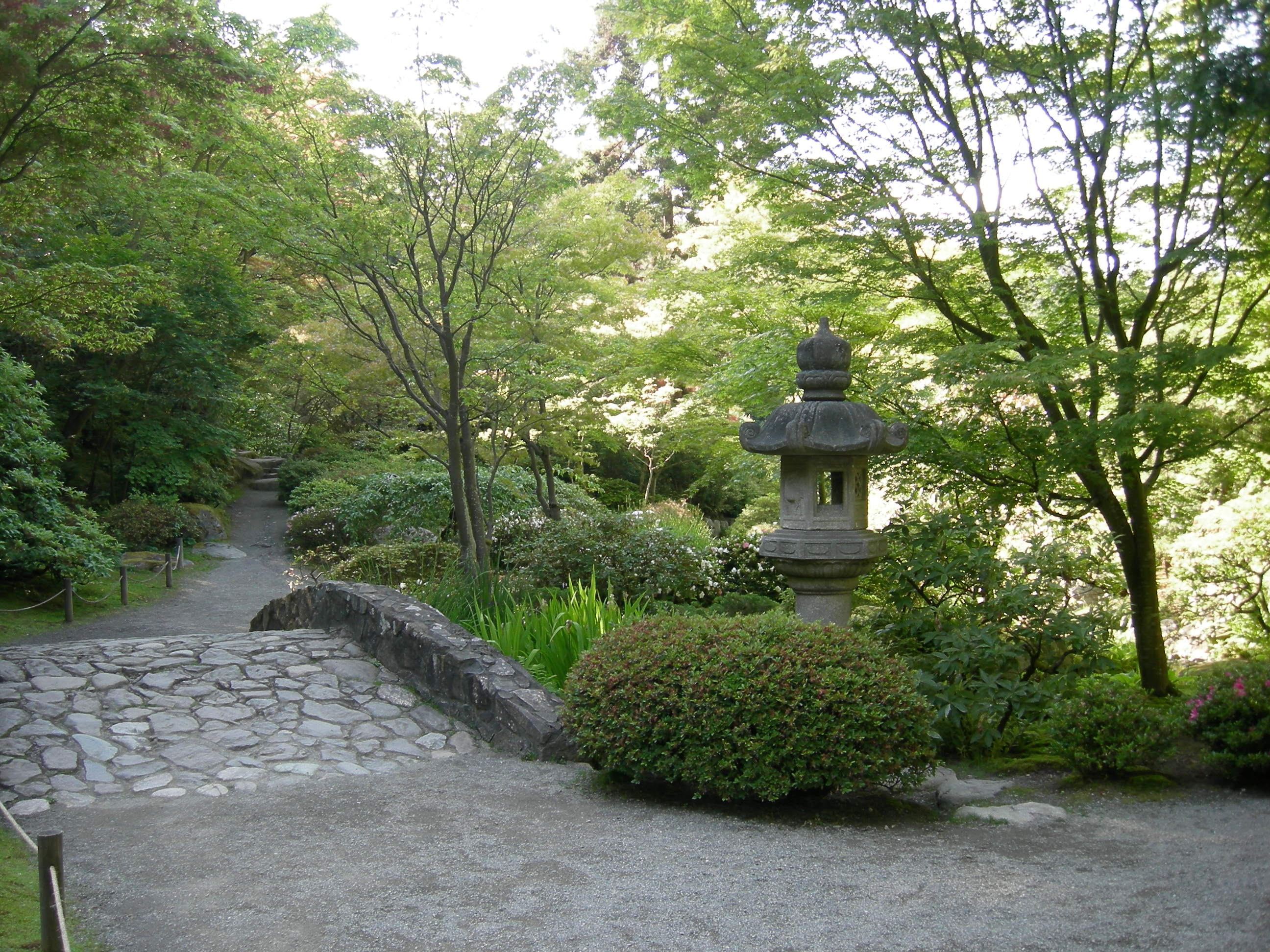
園内の小道
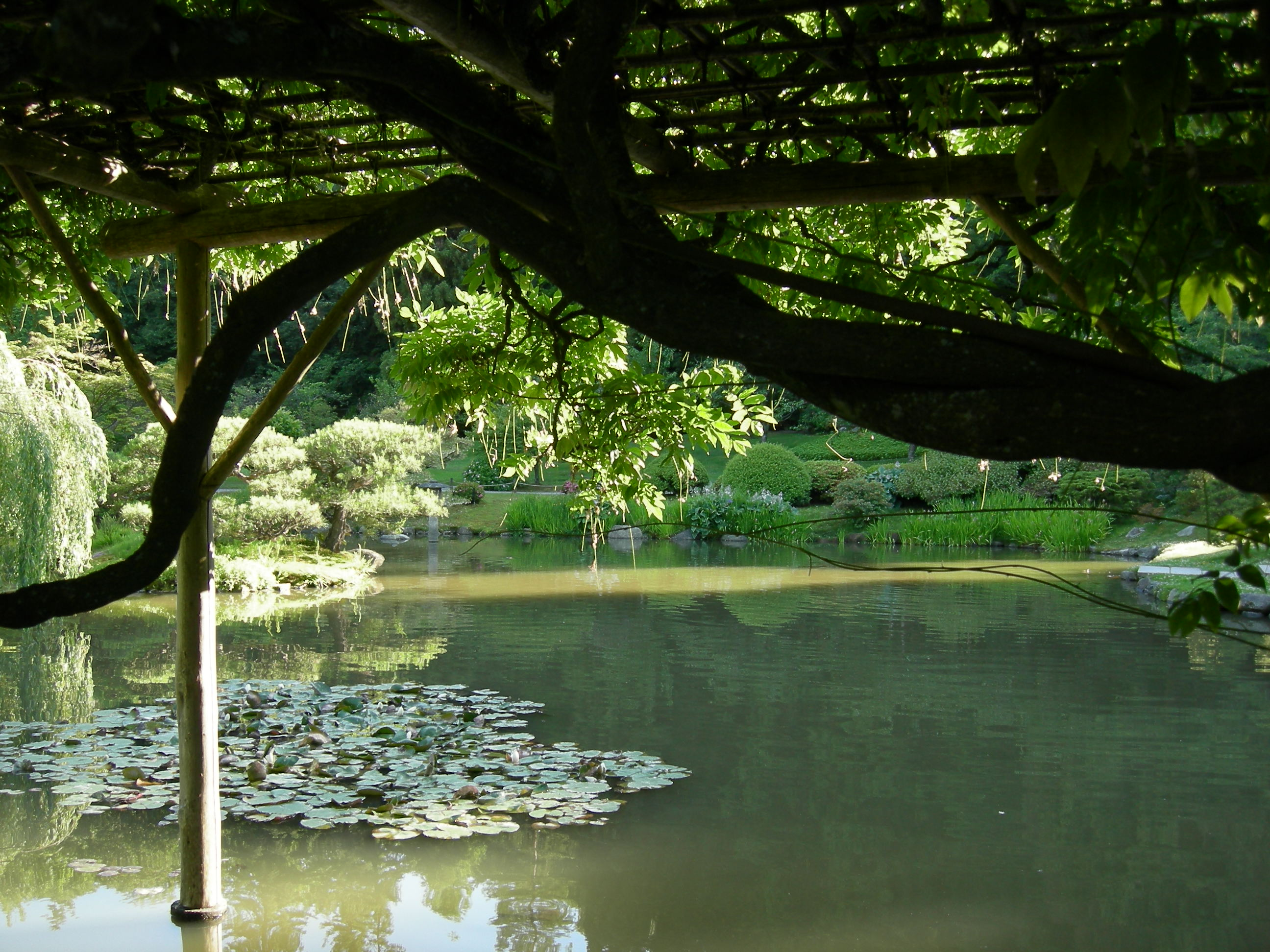
池
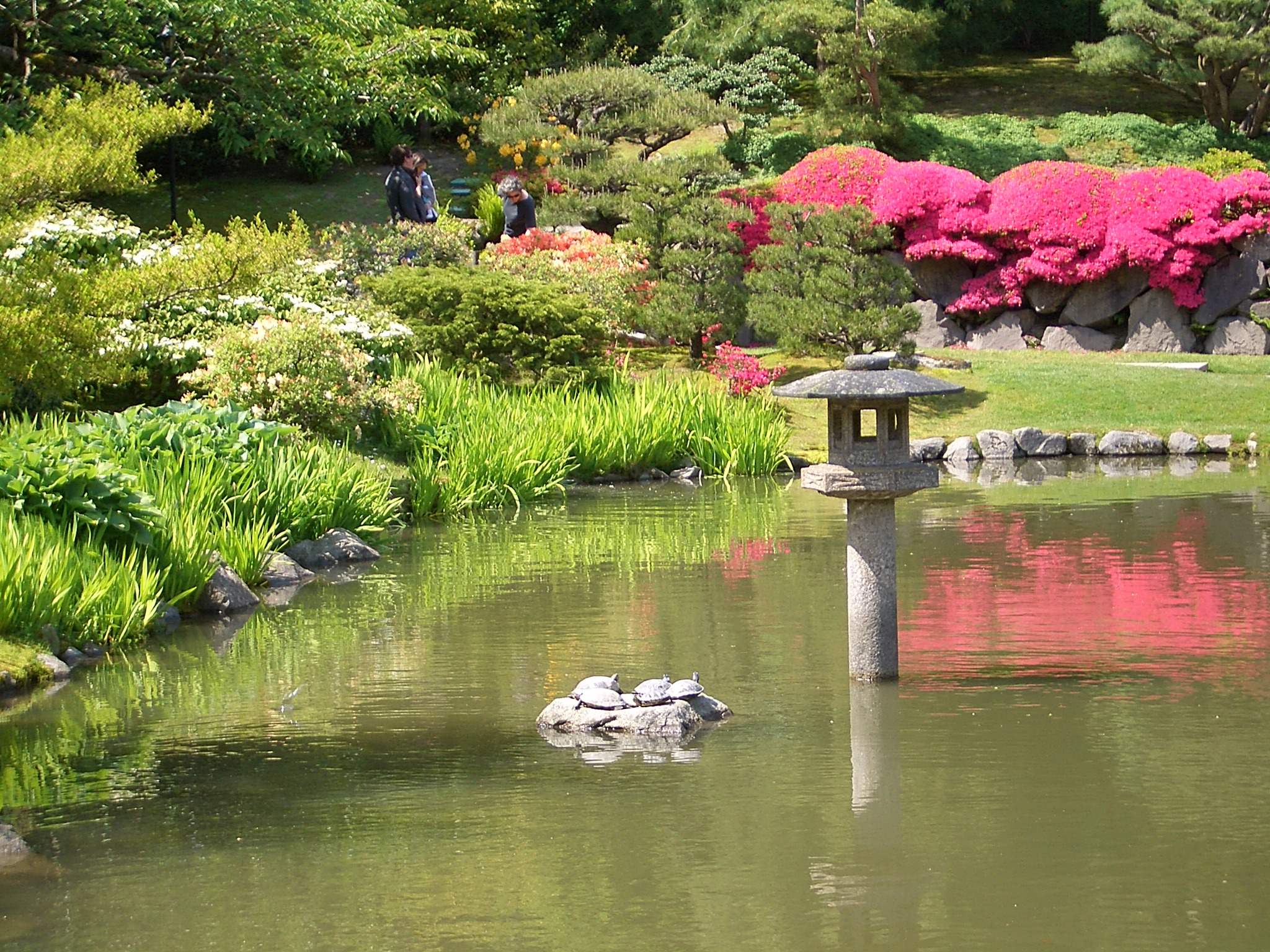
園内の景観